# Limnephilus ademiensis
Limnephilus ademiensis is een schietmot uit de familie Limnephilidae. De soort komt voor in het Palearctisch gebied.